# Navarone ágyúi
A Navarone ágyúi (angolul: The Guns of Navarone) 1961-ben bemutatott amerikai háborús kalandfilm J. Lee Thompson rendezésében Gregory Peck, David Niven és Anthony Quinn főszereplésével. A film Alistair MacLean 1957-ben írt azonos című könyve alapján készült.
A második rész 1978-ban jelent meg.

## Történet
Keith Mallory kapitány, Miller, a robbantásszakértő és egy jó helyismerettel rendelkező görög hazafi, Sztavrosz titkos szabotázsakciójának sikerétől függ kétezer bajba jutott brit katona élete. Az időpont a második világháború dereka, a helyszín egy sziget az Égei-tengeren. A németek ezen a szigeten állították fel új fegyverüket, két messzehordó ágyút, amellyel sakkban tartják a szövetségeseket. Az ágyúk megsemmisítése szinte lehetetlen küldetésnek tűnik, de még kilátástalanabbá válik a helyzet, amikor kiderül, hogy a szigorúan titkos akció végrehajtói között áruló van.

## Szereplők
| Szereplő                    | Színész                   | Magyar hang     |
| --------------------------- | ------------------------- | --------------- |
| Keith Mallory kapitány      | Gregory Peck              | Mihályi Győző   |
| Miller                      | David Niven               | Szacsvay László |
| Andrea Sztavrosz            | Anthony Quinn             | Vass Gábor      |
| "Butcher" Brown             | Stanley Baker             | Jakab Csaba     |
| Roy Franklin                | Anthony Quayle            | Harsányi Gábor  |
| Szpirosz Pappadimosz        | James Darren              | Csuja Imre      |
| Maria Pappadimosz           | Irene Papas               | Varga Mária     |
| Anna                        | Gia Scala                 | Papp Ágnes      |
| Jensen hajóskapitány        | James Robertson Justice   | Gruber Hugó     |
| Prológus-narrátor (hang)    | James Robertson Justice   | Balázsi Gyula   |
| A parancsnok                | Albert Lieven             | Balázsi Gyula   |
| Howard Barnsby repülőőrnagy | Richard Harris            | Blaskó Péter    |
| Cohn                        | Bryan Forbes              | Kassai Károly   |
| Baker őrnagy                | Allan Cuthbertson         | Rékasi Károly   |
| Weaver                      | Michael Trubshawe         | Kun Vilmos      |
| Sessler                     | George Mikell             | Tóth Tamás      |
| Muesel                      | Walter Gotell             | Tolnai Miklós   |
| Csoportvezető               | Norman Wooland            | Helyey László   |
| Grogan őrmester             | Percy Herbert             | ?               |
| Nikolai, a mosodás fiú      | Tutte Lemkow              | ?               |
| Bride                       | Cleo Scouloudi            | ?               |
| Őrnaszád kapitánya          | Nicholas Papakonstantinou | ?               |
| Német főtüzér               | Christopher Rhodes        | ?               |

## Díjak és jelölések
Oscar-díj (1962)
- díj: legjobb vizuális effektusok - Bill Warrington, Chris Greenham
- jelölés: legjobb film - Carl Foreman
- jelölés: legjobb rendező - J. Lee Thompson
- jelölés: legjobb adaptált forgatókönyv - Carl Foreman
- jelölés: legjobb dráma vagy vígjáték filmzene - Dimitrij Tyomkin
- jelölés: legjobb vágás - Alan Osbiston
- jelölés: legjobb hang - John Cox

Golden Globe-díj (1962)
- díj: legjobb dráma
- díj: legjobb eredeti filmzene - Dimitrij Tyomkin
- jelölés: legjobb rendező - J. Lee Thompson